# Ariadne (Schiff, 1901)
Die Ariadne war ein Kleiner Kreuzer der deutschen Kaiserlichen Marine. Er kam im Ersten Weltkrieg zum Einsatz und wurde am 28. August 1914 im Seegefecht bei Helgoland versenkt.
Benannt war das Schiff nach Ariadne, der Tochter des Königs Minos von Kreta, einer Gestalt der griechischen Mythologie. Es war das zweite Schiff dieses Namens nach der Kreuzerkorvette Ariadne, die von 1872 bis 1890 im Dienst der Kaiserlichen Marine war.

## Dienst im Frieden
Am 14. Dezember 1899 erfolgte bei der AG Weser in Bremen die Kiellegung des Kleinen Kreuzers D, der beim Stapellauf am 10. August 1900 den Namen Ariadne erhielt. Es war das fünfte Schiff der Gazelle-Klasse. Am 18. Mai 1901 erfolgte die Indienststellung unter Fregattenkapitän Karl Deubel, der anschließend auch die Probefahrten mit den Schwesterschiffen Medusa und Thetis durchführte. Am 11. Juli ereignete sich im vorderen Backbordkessel eine Explosion, die drei Tote und mehrere Verletzte zur Folge hatte. Die Probefahrten wurden am 26. Juli abgebrochen.
Erst am 1. Oktober 1902 wurden sie unter dem Kommando von Korvettenkapitän Josephi fortgesetzt, unter dem der Kreuzer dann am 22. Oktober in Kiel zum I. Geschwader trat und auch an der Geschwaderreise im Dezember nach Norwegen teilnahm. Am 1. März 1903 trat die Ariadne zum neu gebildeten Verband der Aufklärungsschiffe der Hochseeflotte. Auf der Frühjahrsreise der Flotte nach Spanien lief sie Brest an. 1904 nahm sie am Flottenbesuch in Großbritannien teil und 1906 mit dem Linienschiff Preußen an den Beisetzungsfeierlichkeiten für den dänischen König Christian IX. in Kopenhagen.

## Erster Weltkrieg
Zu Beginn des Ersten Weltkriegs war das Schiff bereits veraltet. Die unter dem Kommando von Kapitän zur See Seebohm stehende Ariadne gehörte zusammen mit Hela, Frauenlob und Stettin zu einer Gruppe Kleiner Kreuzer, die als Sicherung der deutschen Patrouillen bei Helgoland diente.
Am Morgen des 28. August griffen britische Verbände die deutschen Patrouillen in der Deutschen Bucht an. Mehrere Kleine Kreuzer, darunter auch die Ariadne, wurden zur Unterstützung dorthin befohlen. Sie lief, von der Jade kommend, mit dem Kleinen Kreuzer Cöln in Richtung des Geschehens. Die Cöln kam aufgrund ihrer höheren Geschwindigkeit bald im Nebel außer Sicht. Kein deutsches Schiff sollte sie jemals wieder sehen.
Die Ariadne lief weiter nach Nordwesten und stieß gegen 13.00 Uhr auf ein britisches Schlachtkreuzer-Geschwader unter dem Kommando von David Beatty. Die Schlachtkreuzer nahmen die Ariadne auf kurze Distanz unter Feuer und verwandelten sie innerhalb einer Viertelstunde in ein brennendes Wrack. 64 Besatzungsmitglieder verloren dabei ihr Leben. Schließlich kamen die Briten im Nebel wieder außer Sicht. Die Kleinen Kreuzer Danzig und Stralsund fanden das treibende Wrack der Ariadne. 170 Männer wurden von der Danzig übernommen, 59 von der Stralsund. Ein Versuch, die Ariadne abzuschleppen, misslang. Gegen 16.00 Uhr sank der Kreuzer.
Mit ihrem Auftauchen verschaffte die Ariadne der zuvor von Beattys Schlachtkreuzern schwer beschädigten Cöln nur einen kurzen Aufschub. Die Cöln war nach ihrem ersten Zusammenstoß mit den Briten zunächst im Nebel entkommen, traf dann aber auf den Schlachtkreuzer Lion, der schon an der Versenkung der Ariadne beteiligt gewesen war. Auch die Cöln wurde versenkt; nur ein Mann ihrer Besatzung überlebte.
Der Zeitzeuge und Schriftsteller Theodor Plievier verarbeitete die Versenkung der Ariadne in seinem autobiographischen Roman Des Kaisers Kulis.

## Kommandanten
| 18. Mai bis 26. Juli 1901             | Fregattenkapitän Karl Deubel Probefahrten                      |
| 1. Oktober 1902 bis September 1904    | Korvetten- / Fregattenkapitän / Kapitän zur See Adolph Josephi |
| September 1904 bis 22. September 1906 | Korvetten- / Fregattenkapitän Johannes Schirmer                |
| 2. bis 28. August 1914                | Kapitän zur See Hans Seebohm                                   |